# Coregonus renke
Coregonus renke (in het Duits: Starnberger Renke) is een straalvinnige vissensoort uit de familie van de zalmen (Salmonidae) en de onderfamilie van de houtingen. De wetenschappelijke naam van de soort is voor het eerst geldig gepubliceerd (als Salmo renke) in 1783 door de Duitse natuuronderzoeker Franz Paula von Schrank, later vooral bekend als entomoloog en plantkundige. Deze soort houting komt alleen in een aantal Duitse en Oostenrijkse meren voor.

## Kenmerken
De vis kan maximaal 29 cm lang worden. Kenmerkend zijn donkere vlekken op de borst- en buikvinnen. Het aantal kieuwboogaanhangsels ligt tussen de 30 en 40.

## Verspreiding en leefgebied
De vis komt voor in de Duitse meren Ammersee, Starnberger See, Tegernsee, Schliersee en Kochelsee en in Oostenrijk in de Traunsee en Hallstätter See en in 1480 geïntroduceerd in nog twee meren. Deze houting leeft in open water waar hij zich ophoudt dicht bij het wateroppervlak. De vis paait op grind en rotsbodems in de oeverzone en in het Hallstätter See ook in zijriviertjes van het meer.

## Status
De typelocatie, de Starnberger See (59 km²) wordt sterk beïnvloed door eutrofiëring en door de introductie van andere soorten houtingen; beide factoren vormen een bedreiging voor de soort. Verder ontbreken voldoende gegevens over de status van deze soort. Daarom staat de Starnberger Renke als onzeker op de Rode Lijst van de IUCN.